# Твеккело
Твеккело (нід. Twekkelo) — селище в нідерландській провінції Оверейсел. Входить до муніципалітету Енсхеде.
Його площа становить 6,55 км², а населення станом на 2021 рік складало 195 осіб.